# Le Chalange
Le Chalange é uma comuna francesa na região administrativa da Normandia, no departamento Orne. Estende-se por uma área de 6,43 km². Em 2010 a comuna tinha 97 habitantes (densidade: 15,1 hab./km²).